# Grand Ouest association lyonnaise Football Club
Maillots
Actualités
Dernière mise à jour : 30 mai 2025.
Le Grand Ouest association lyonnaise Football Club, couramment appelé par son acronyme GOAL FC, est un club de football français fondé par fusion en 2020 et situé à Champagne-au-Mont-d'Or dans la métropole de Lyon
L'entité actuelle est issue de multiples fusions opérées sur plusieurs décennies entre des communes du nord et de l'ouest de Lyon : Anse, Ambérieux, Chasselay, Chazay-d'Azergues, Civrieux-d'Azergues, Tassin-la-Demi-Lune, Champagne-au-Mont-d'Or, Saint-Germain-au-Mont-d'Or. Lors de la fusion de 2020, le nom Grand Ouest association lyonnaise est choisi afin de former l'acronyme goal - but en anglais - bien que les communes étaient surtout situées au nord de Lyon.
L'équipe évolue en National 2 depuis la saison 2024-2025. Elle joue ses matchs à domicile au stade Ludovic-Giuly de Chasselay.

## Repères historiques
En 2000 l'US Anse-Ambérieux et Chasselay Foot fusionnent sous le nom de Beaujolais Monts d'Or.
En 2005 ce dernier absorbe le Club sportif Chazay-Civrieux des communes voisines Chazay-d'Azergues et de Civrieux-d'Azergues et devient le Monts d'Or Azergues Foot.
.

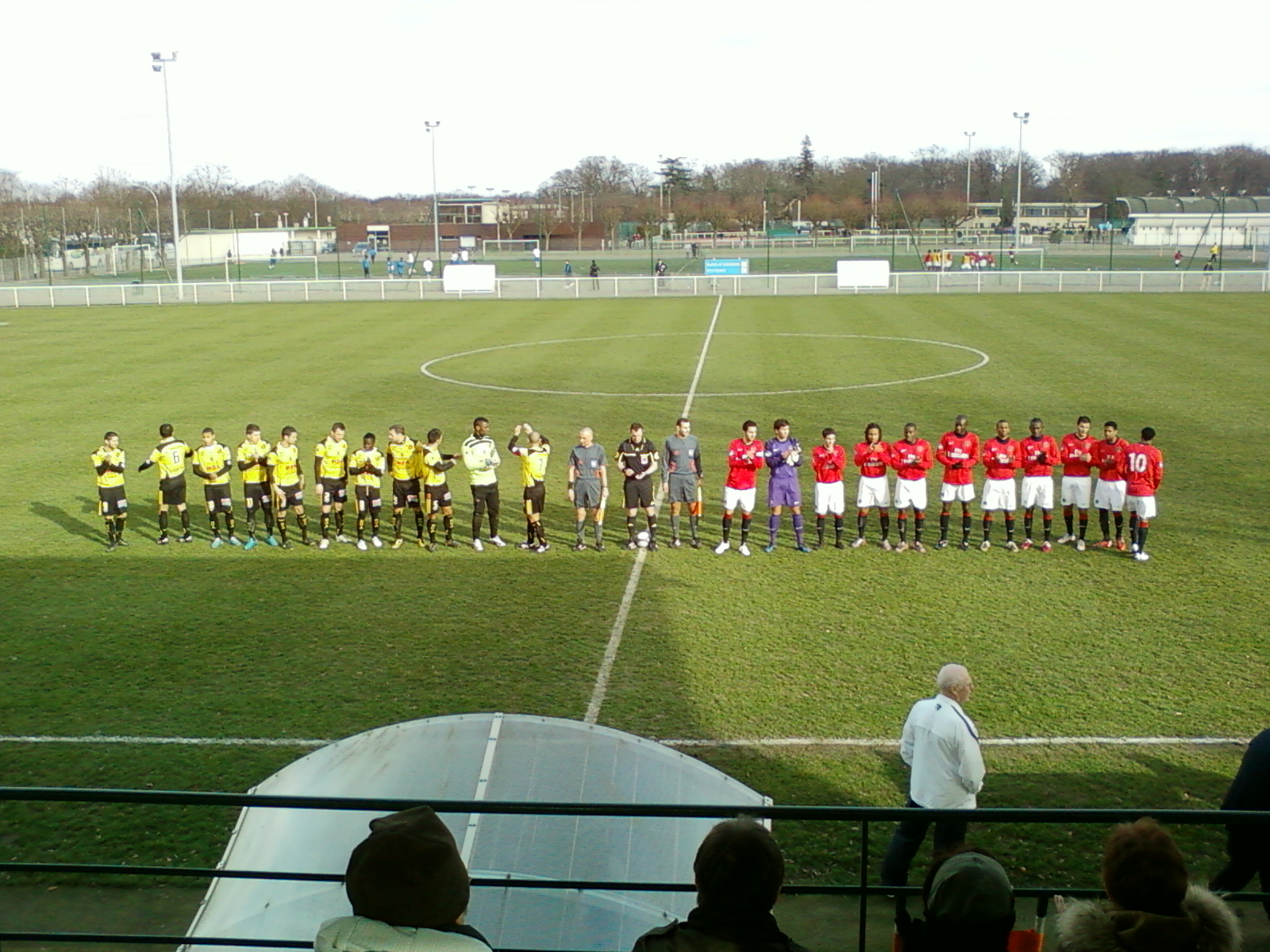
Présentation de Monts d'Or Azergues au Camp des Loges lors du match contre Paris SG B du 6 février 2011

Lors de la saison 2009-2010 en CFA 2, le club remporte le titre de champion du groupe et monte en CFA pour la première fois de son histoire.
En 2017, le Beaujolais Azergues Futsal Club qui évoluait à Anse intègre le Monts d'Or Azergues Foot. Ce dernier possède désormais une section futsal et change une nouvelle fois de nom pour devenir  le Monts d'Or Anse Foot, en référence à l'une des communes sur lesquelles évolue le club.
Le 9 mai 2020, il est annoncé qu'un projet de fusion impliquant MDA Foot et trois autres clubs de la région lyonnaise (le Tassin FC, Champagne Sport et Futsal Saône Mont d'Or). Le nom de ce futur club devient le Goal FC (Grand Ouest Association Lyonnaise Football Club), et devient alors le plus gros club de France en nombre de licenciés, avec plus de 1 800 licenciés. La fusion voit le jour dès la saison 2020-2021 le 9 juillet, après validation de la FFF.

### Montée en National

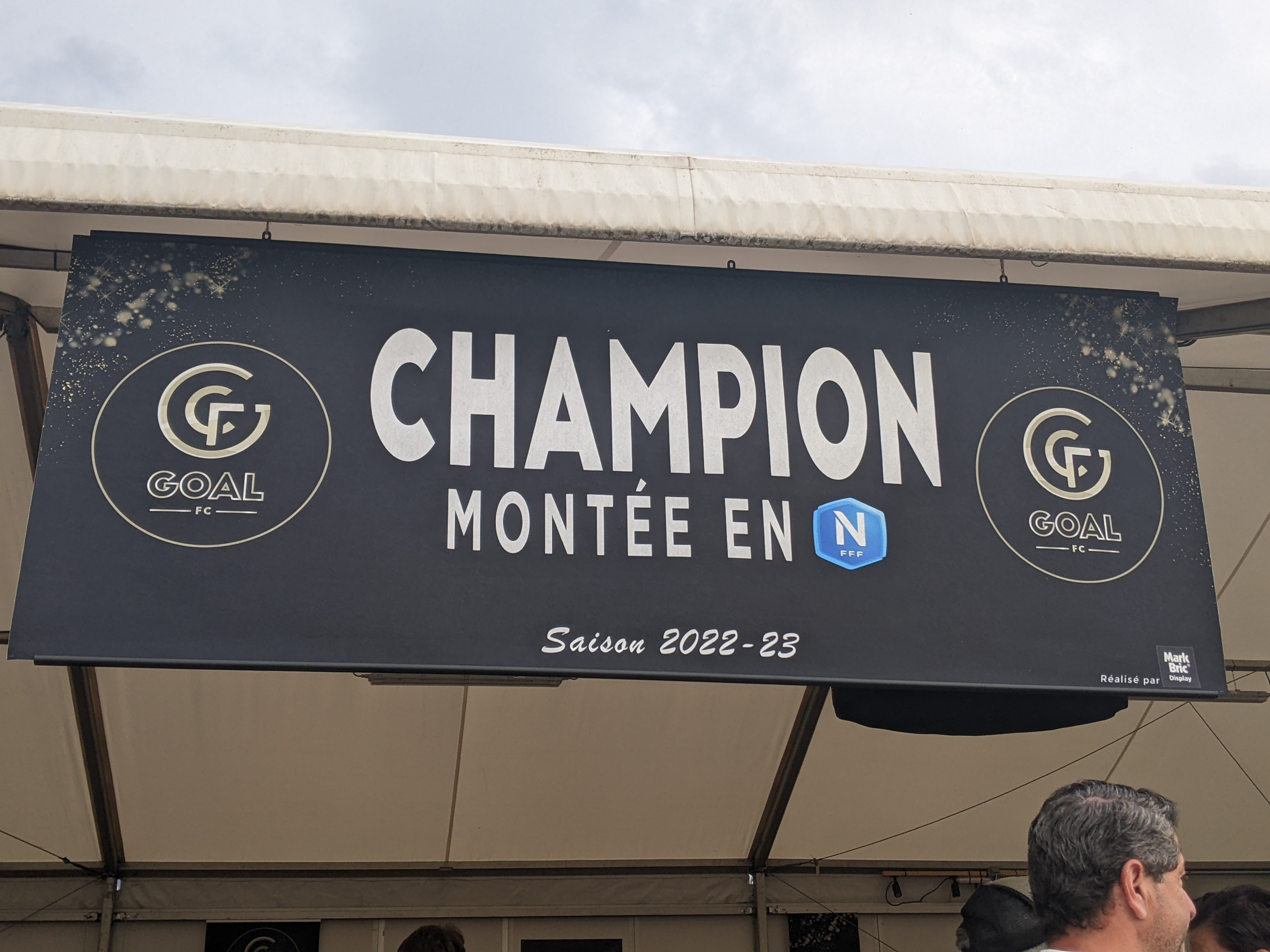
Banderole célébrant le titre de National 2 et la montée en National à la fin de la saison, au stade Ludovic-Giuly, en 2023.

Le 3 juin 2023, le Goal FC officialise sa montée en National pour la saison 2023-2024 devant 2 500 spectateurs, après une très belle saison ponctuée du titre de champion de la poule D de National 2.
Classé quatorzième en fin de saison, le club est relégué en National 2 après une seule saison au niveau supérieur. À la suite de la rétrogradation en National 2 des Girondins de Bordeaux pour raisons financières, le GOAL FC demande en tant que premier relégable son repêchage en National, mais voit son recours refusé par la Fédération française de football et le Tribunal de Paris.

### Retour en National 2
Le GOAL FC dispute le Championnat de France de football de National 2 2024-2025 dans le groupe A.

## Identité

### Couleurs
Mont d'Or Azergues jouait en jaune et rouge.
Le Goal FC évolue à domicile avec un maillot noir à parements dorés.

### Logos

Logo de Monts d’Or Anse Foot de 2017 à 2020.
Logo depuis 2020.

## Palmarès
Le Mont d'Or Azergues a été vainqueur de groupe de CFA 2 en 2010 et champion du Rhône-Alpes (Division d'Honneur) en 2006.
| Compétitions nationales                                                           | Compétitions régionales                                                      |
| Championnats - Championnat de France D4 (National 2) - Vainqueur de groupe : 2023 | Championnats - Coupe de Lyon et du Rhône - Vainqueur : 2021[réf. nécessaire] |

## Personnalités

### Entraîneurs

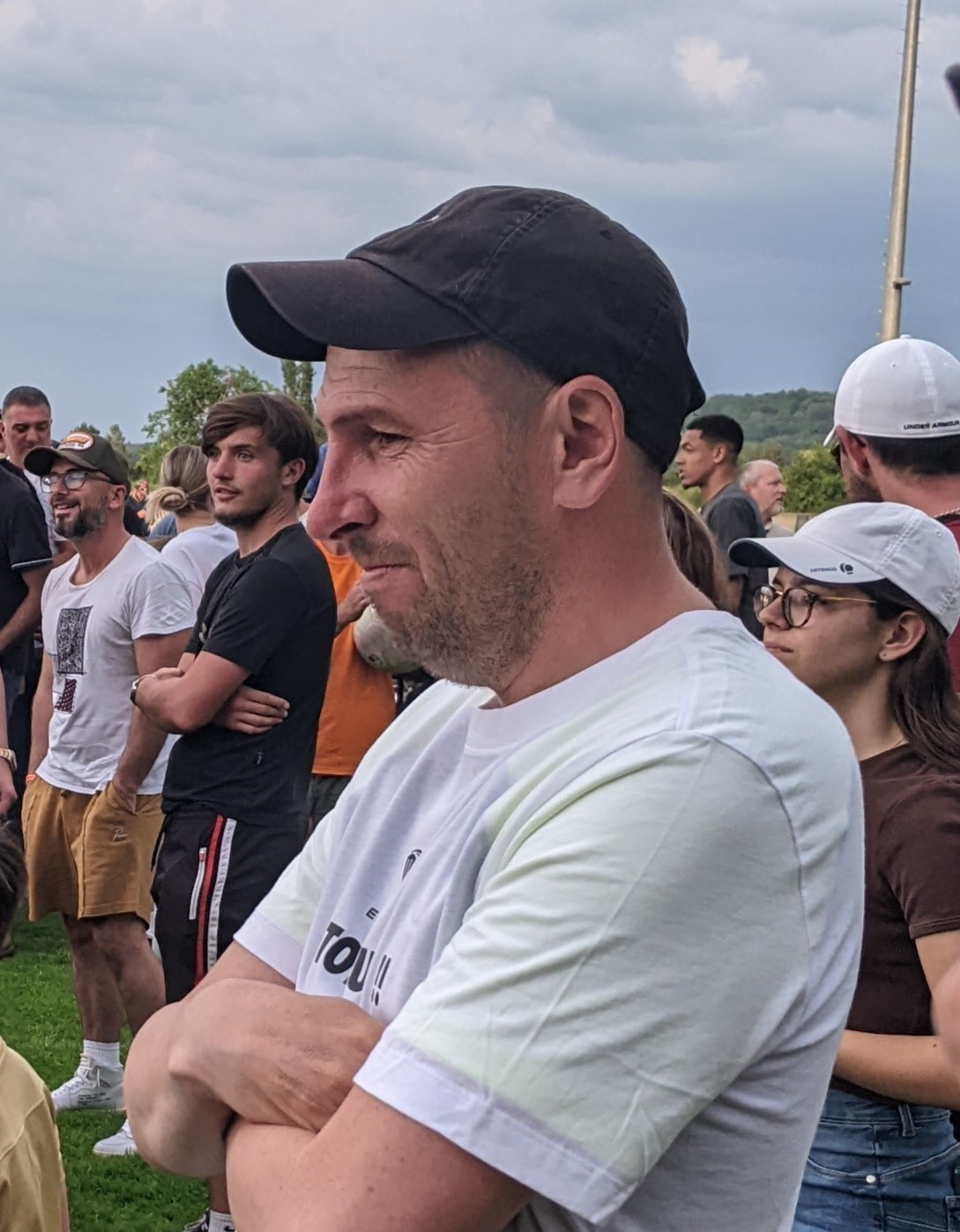
L'entraîneur Fabien Pujo en 2023.

De l'été 2013 à décembre 2014, Stéphane Santini fils de l'ancien sélectionneur de l'équipe de France Jacques Santini entraîne le Mont d'Or d'Azergues.
- Monts-D'Or Azergues :
- Janv. 2000-janv. 2004 :  /  Diego Garzitto
- Févr. 2005-2008 :  Jean-François Charbonnier
- 2013-déc. 2014:  Stéphane Santini
- Déc. 2014-janv. 2017 :  Noël Tosi
- Juin 2019-2020 :  Cris
- GOAL FC :
- 2020-mai 2021 :  Cris
- Juin 2021-2022:  Jamal Alioui
- depuis juil. 2024 :  Noël Tosi

### Joueurs
Début janvier 2013, le site internet de L'Équipe annonce la venue à compter du mois de juin 2013 de l'ancien joueur international Ludovic Giuly qui a donné son nom au stade.
Le 27 janvier 2014, le club recrute Sidney Govou, international français et ancien joueur de l'Olympique lyonnais, et Yohan Gomez, ancien du SC Bastia.

## Section futsal
Actualités
L'US Beaujolais Futsal est créé le 1er avril 2007 par Yoan Pichot qui en sera le président durant toute son histoire. En 2014, L'USBF devient Beaujolais Azergues Futsal Club après fusion avec le futsal club Cherois.
Le 1er juillet 2018, Beaujolais Azergues Futsal Club, qui évoluait à Anse intègre le club du MDA Foot dont il devient la section futsal. Les équipes seniors participent aux championnats R1, R2 et D2 et évoluent au gymnase Jeanne Trouillet situé à Anse.
En 2020, le MDA Foot fusionne notamment avec le Futsal Saône Mont d'Or, finaliste de la Coupe nationale futsal 2017-2018.
En 2019, le club se voit récompenser du label Élite Futsal de la FFF, un label renouvelé en 2022 sous sa nouvelle appellation label Or. Après avoir été sacré champion de Régional 1 en 2021-22, qui lui permet de monter en Division 2 nationale, GOAL obtient la première place du groupe B 2022-2023 et une seconde accession consécutive, dans l'élite française du futsal.
L'équipe parvient à se maintenir à l'issue de sa première saison dans l'élite en terminant à la 9e place à deux points devant le premier relégable, Béthune.